# Родовід Ісуса Христа

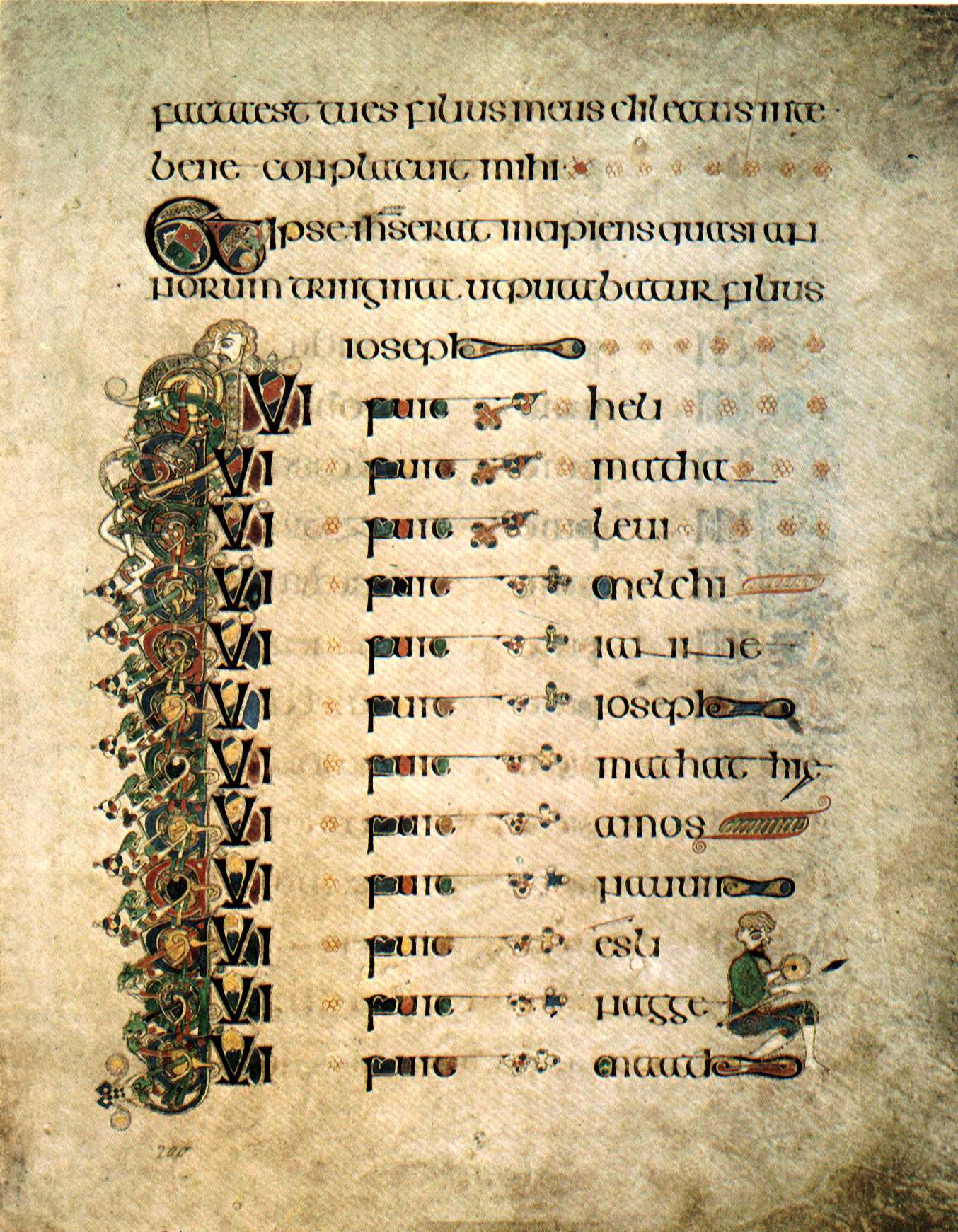
Євангеліє від Луки. Келлська книга. Ірландія бл. 800 р.

Родовід Ісуса Христа від царя Давида. Апокаліптичний рукопис XV сторіччя

Родовід Ісуса Христа переданий євангеліями від Матвія (Мт. 1:1–17) та Луки (Лк. 3:23–38) двома списками його предків по батьківській лінії. Обидва списки наголошують на приналежності Ісуса до родоводу царя Давида та патріарха Авраама, а у Євангелії від Луки виведено родовід від Адама сина Божого. Ці два родоводи нічим не відрізняються у період між Авраамом та Давидом, однак пізніше у списку є суттєві відмінності. Існують різноманітні думки на причини цієї розбіжності.

## Родовід Ісуса Христа

### Від Адама до Авраама
Євангеліє від Луки приводить родовід Ісуса Христа у зворотньому порядку від Адама, сина Божого (Лк. 3:34-38):

 Адам — Сет — Енос — Кинан -Магалалієл — Яред — Енох — Метушалах — Ламех — Ной — Сим — Арпахшад — Каїнам — Шелах — Евер — Пелег — Реу — Серуг — Нахор — Терах — Авраам.
Цей список відповідає приведеному переліку патріархів у Книзі Буття (Бут. 10:12-31, Бут. 11:12-13), проте з одним додатковим іменем Каїнама — сина Арфахшада, що у списку розташований поміж Арпахшадом та Шелахом.

### Від Авраама до Давида
Два списки родоводу Ісуса приведені у євангеліях Луки (Лк. 3:32-34) та Матвія (Мт. 1:1-6) не відрізняються:

Авраам — Ісаак — Яків — Юда — Перец — Хецрон — Рам — Амінадав — Нахшон — Салмон — Боаз — Овед — Єссей — Давид.
На додаток до чоловічої лінії євангеліст Матвій поряд з Дівою Марією та Ветсавією (жінкою Урії) називає ще також і жінок: «…Юда ж породив Переца та Зару від Тамари»; «…Салмон же породив Вооза від Рахави»; «Вооз — Йоведа від Рути». На відміну вад Матвія, євангеліст Лука не називає ні одної жінки. При зіставленні список від Переца до Давида відповідає останньому розділу Книги Рут (Рут 4:18-22).

### Від Давида до Ісуса
| Євангеліє від Матвія (Мт. 1:7-16): - Давид - Соломон - Ровоам - Авія - Аса - Йосафат - Йорам - Уззія - Йотам - Ахаз - Єзекія - Манасія - Амон - Йосія - Йоахин - Єхонія - Салатіїл - Зоровавель - Авіюд - Еліяким - Азор - Садок - Ахім - Еліюд - Елеазар - Маттан - Яків - Йосип - Ісус | Євангеліє від Луки (Лк. 3:23-31) - Давид - Натан - Маттата - Меннан - Мелеа - Еліяким - Йонам - Йосип - Юда - Семен - Леві - Маттатія - Йорим - Еліезер - Ісуя - Ір - Елмадам - Косам - Аддія - Мелхія - Нирія - Салатіїл - Зоровавель - Рисая - Йоанан - Йодай - Йосих - Семенія - Маттатия - Маат - Наггея - Еслієв - Наум - Амос - Маттатия - Иосип - Янай - Мелхія - Левія - Маттат - Ілія - Йосип - Ісус |  |

Як видно з порівняння, ця частина родоводу у двох євангеліях відрізняється. Генеалогія, подана у Євангелії від Матвія, починається з Соломона і продовжується царями Юдеї аж до Йоахина, згідно з Першою книгою хроніки (1 Хр. 3:11-12). Уззія при цьому згаданий як син Йорама, і таким чином пропущено (за (1 Хр. 3:11-12) чотири покоління. Таким чином Ісус визначається законним спадкоємцем царства Ізраїлю. Лінія царів зупиняється з Йоахином і завоюванням Ізраїля вавилонянами. Родовід продовжується з сином Йоахина і його правнуком Зоровавелем, який є помітною фігурою в книзі Ездри. Генеалогія, написана Лукою, проходить через Натана, іншого сина царя Давида (1 Хр. 3:5). Існує давня дискусія щодо інтерпретації цих варіантів родоводів.

## Число родів
З обох родоводів Ісуса Христа родоводом Йосипа прийнято вважати список, що приводиться у Євангелії від Матвія (Мт. 1:1–16), де сказано: « А всіх поколінь від Авраама аж до Давида чотирнадцять поколінь, і від Давида аж до вавилонського переселення чотирнадцять поколінь, і від вавилонського переселення до Христа поколінь чотирнадцять.» (Мт. 1:17) Кількість чотирнадцять — це подвоєне сім, а число сім в той час вважалася священним числом. Але в найдавніших кодексах Євангелія від Матвія — у Синайському, Ватиканському та інших — у родоводі відсутнє ім'я Йоакима, і залишається всього 41 ім'я (включаючи Авраама та Ісуса), а 14x3 = 42.. У Євангелії від Луки приведено 56 чи 57 імен, тобто 14x4 = 56 для списку від Авраама до Йосипа чи 57 від Авраама до Ісуса.

## Пояснення протиріччя
Згідно найдавнішої версії, що приписується Юлію Африкану, Йосип був народжений в левіратському шлюбі. Євсевій Кесарійський у своїй Церковній Історії так пояснює розбіжність у цих двох наведених родоводах: «Імена поколінь в Ізраїлі обчислювали або за природою, або за законом: за природою, коли було спадкоємство законних синів; за законом, коли по смерті бездітного брата його брат своїй дитині давав ім'я померлого. Тоді не було ще ясної надії на воскресіння тому шукали замінника майбутнього воскресіння у земному: ім'я померлого повинно було зберегтися навіки. Тому з осіб, що згадуються в цьому родоводі, деякі були законними спадкоємцями своїх батьків за природою, інші ж народжені були одними батьками, а по імені належали іншим. Згадували ж тих і інших: і дійсних батьків і тих хто були як би батьками. Таким чином, ні те ні інше Євангеліє не помиляється, обчислюючи імена за природою і за законом.»
У період між XII та XIV століттями зображення родоводу Ісуса Христа у вигляді Дерева Єссея — родоводу зображеного у вигляді дерева починаючи від Єссея (за (Іс. 11:1)), було популярним мотивом християнського мистецтва.